# Justin Arop
Justin Arop (ur. 24 marca 1958, zm. w 1994) – ugandyjski lekkoatleta specjalizujący się w rzucie oszczepem.
Dwukrotny złoty medalista igrzysk afrykańskich (1978 i 1987). Trzykrotny uczestnik igrzysk olimpijskich: Moskwa  1980 (12. miejsce w finale), Los Angeles 1984 i Seul 1988 (w obu przypadkach odpadł w eliminacjach). W 1987 bez powodzenia startował w Rzymie w mistrzostwach świata. Rekord życiowy: starym modelem oszczepu 84,58 (27 czerwca 1982, Durham) oraz nowym 75,52 (6 czerwca 1988, Ulm). Ten drugi rezultat jest aktualnym rekordem Ugandy.